# Grevskabet Langeland
Grevskabet Langeland oprettedes 20. juni 1672 af greve Frederik Ahlefeldt med i alt 2600 tønder hartkorn, mere end halvdelen af Langeland. Grevskabets hovedsæde var Tranekær Slot, og foruden Tranekær Gods omfattede det gårdene Korsebølle, Pæregård, Blegholm, Nygård, Bjerrebygård, Nordenbrogård, Knepholm, Tryggelevgård og Søgård samt øen Birkholm.

## Samlere og spredere
Grevskabets historie er en historie om skiften mellem samlere og spredere. Efter den meget kompetente Frederik Ahlefeldts tid gik det ned ad bakke, og en senere besidder, kammerherre og general Frederik lensgreve Ahlefeldt, overtog i 1721 grevskabet dybt forgældet. Han bragte det på fode gennem sin lange besiddelsestid (1721-1773) og tilkøbte i perioden 1731-1755 Vestergård, Holmegård, Lykkesholm og Broløkke samt Strynø med Strynø Kalv. Af dette gods og Tryggelev og Fodslette kongetiender oprettedes 1765 Stamhuset Ahlefeldt med den bestemmelse at det altid skulle blive ved grevskabet, så længe dette blev ved familien. 
Efterfølgeren Chr. lensgreve Ahlefeldt tilkendtes 1785 Grevskabet Laurvig i Norge (Larvik) og skrev sig derefter Ahlefeldt-Laurvig eller Ahlefeldt-Laurvigen. Hans søn, generalmajor Frederik lensgreve Ahlefeldt-Laurvig, kaldet "Generalen", overtog et af de største og rigeste godser i Danmark med i alt 14 hovedgårde og mange store avlsgårde, 447 bondegårde, 688 huse, adskillige møller og samtlige Langelands 14 landkirker. Arealmæssigt var grevskabet nu vokset til omtrent 3/5 af hele Langeland. "Generalen" solgte 1805 Grevskabet Laurvig til kongen og oprettede bl.a. en fideikommiskapital af salgssummen, men beholdt navnet.

## Store armbevægelser
"Generalen" var en vidtfavnende person og foregangsmand bl.a. inden for sundhedsvæsenet, hvor han skaffede læger, dyrlæger og uddannede jordemødre til Langeland. Han var også blandt de allerførste i Danmark til at indrette en forstlig drift af godsets skove. Han interesserede sig umådelig meget for teater og var i en årrække direktør for hofteatret i Slesvig, inden han flyttede tilbage til Tranekær. Her indrettede han teatersal i det store porthus med mansardtag ved vejen neden for slottet, og i landsbyen opførtes boliger til skuespillere og musikanter. Bygningen til slottets rideheste syd for teatret byggede "Generalen" selv. Mellem de to bygninger lå ridebanen, og syd for hestestalden opførtes et vognhus. Sukkerfabrikken ved ladegården skyldes også hans virke. 
"Generalen" havde mange penge, men han brugte endnu flere på sine mange aktiviteter og det store hushold. To gange blev han erklæret umyndig på grund af den kolossale gæld, der hobede sig op, og tiderne med napoleonskrig, statsbankerot og landbrugskrise var heller ikke gunstige. Han døde i 1832 uden mandlige arvinger, hvorefter hans brodersøn, Chr. Johan Fr. lensgreve Ahlefeldt-Laurvig ("Knudegreven"), arvede det forgældede gods efter først i en længere periode at have overvejet, om han turde vedgå arv og gæld. Han bragte imidlertid godset på fode igen i sin ejertid 1832-1856.

## Gode tider igen
2. halvdel af 1800-tallet blev en god periode for grevskabet, som blev præget af de generelt gode konjunkturer for de store landbrug samt en række dygtige godsadministratorer, som i et tæt samarbejde med lensbesidderne Fr. Ludvig Vilh. lensgreve Ahlefeldt-Laurvig ("Excellencen") og Christian Johan Fr. lensgreve Ahlefeldt-Laurvig ("Gamle grev Christian") indførte en række nye dyrkningsmetoder, afgrøder og anvendelse af maskiner og andre moderne hjælpemidler i driften. Denne modernisering var bl.a. blevet økonomisk muliggjort af frasalget af grevskabets fæstegods i perioden ca. 1860-80.
Ikke mindst under Otto Bøgh (1846-1910), som fra 1879 var godsforvalter og senere fik titel af godsinspektør, blev godsadministration og -drift moderniseret ganske betydeligt, og grevskabet kom i denne periode til at fremstå som et forbillede for andre danske storgodser. Bøgh fungerede ligeledes som rådgiver for den øvrige ahlefeldt-laurvigske familie, som sidst i 1800-tallet og i årene omkring 1900 købte og giftede sig til store godskomplekser som Egeskov (Ahlefeldt-Laurvig-Bille), Hvidkilde (Ahlefeldt-Laurvig-Lehn), Eriksholm og Ulstrup.

## Grevskabets opløsning
Ved opløsningen af grevskabet i 1928, som følge af lensafløsningsloven fra 1919, blev godsmængden reduceret voldsomt, og de følgende indehavere af godset var derfor nødsagede til at skære kraftigt ned på de mange sociale og kulturelle formål, deres forgængere tidligere havde støttet, og frasælge en meget stor del af godsets bygninger i Tranekær og omegn.

## Besiddere af Grevskabet Langeland
- 1672-1686 Frederik lensgreve Ahlefeldt (1623-1686)
- 1686-1708 Frederik lensgreve Ahlefeldt (1662-1708)
- 1708-1722 Carl lensgreve Ahlefeldt (1670-1722)
- 1722-1773 Frederik lensgreve Ahlefeldt (1702-1773)
- 1773-1791 Christian lensgreve Ahlefeldt-Laurvig (1732-1791)
- 1791-1832 Frederik lensgreve Ahlefeldt-Laurvig (1760-1832)
- 1832-1856 Christian Johan Frederik lensgreve Ahlefeldt-Laurvig (1789-1856)
- 1856-1889 Frederik Ludvig Vilhelm lensgreve Ahlefeldt-Laurvig (1817-1889)
- 1889-1917 Christian Johan Frederik lensgreve Ahlefeldt-Laurvig (1844-1917)
- 1917-1928 Frederik Ludvig Vilhelm lensgreve Ahlefeldt-Laurvig (1870-1947)